# 2009無綫節目巡禮
《2009無綫節目巡禮》是香港電視廣播有限公司向廣告客戶公佈該公司預計於2009年所播出的劇集和節目之推廣活動，該活動於2008年11月11日在將軍澳電視廣播城舉行，並輯錄成《無綫節目時刻向前2009》，在2008年11月19日香港時間晚上10時35分至11時30分於無綫電視翡翠台播出，高清翡翠台也同時播出本節目，唯因為要播映《11點財經及新聞報導》，只在晚上10時35分至11時05分播出節目首部分，並安排於當日深夜3時15分至4時15分及11月30日上午10時至11時重播整個節目。本節目由丘凱敏主持，何小慧監製。

## 翡翠台

### 劇集
- 於節目中播出宣傳片段之劇集：

| 劇集             | 拍攝進度           | 演員                                                                                          | 備註                                    |
| 《學警狙擊》     | 播映完畢           | （詳見條目）                                                                                  |                                         |
| 《古靈精探B》    | 播映完畢           | （詳見條目）                                                                                  |                                         |
| 《巾幗梟雄》     | 播映完畢           | （詳見條目）                                                                                  |                                         |
| 《富貴門》       | 播映完畢           | 巡禮片段演員﹕呂良偉、羅嘉良、馬德鐘、袁詠儀、郭可盈、戚美珍、薛家燕、 馬國明、廖碧兒、梁靖琪 | 前名《金錢誘罪》 劇集演員陣容有少許變動 |
| 《宮心計》       | 播映完畢           | 巡禮片段演員﹕佘詩曼、楊怡、米雪、關菊英、陳豪、鄭嘉穎、伍詠薇、惠英紅、陳法拉                | 前名《劉三好》 劇集演員陣容有少許變動   |
| 《蔡鍔與小鳳仙》 | 播映完畢           | （詳見條目）                                                                                  |                                         |
| 《烈火雄心3》    | 播映完畢           | （詳見條目）                                                                                  | 2008無綫巡禮節目巡禮                    |
| 《飛女正傳》     | 播映完畢（2010年） | （詳見條目）                                                                                  |                                         |
| 《鐵馬尋橋》     | 播映完畢（2010年） | 巡禮片段演員﹕元華、元秋、林峯                                                                | 除元秋外，其他演員陣容完全不同          |
| 《天與地》       | 播映完畢（2011年） | 巡禮片段演員﹕張家輝、林保怡、陳豪、佘詩曼、鄧萃雯、李司棋、邵美琪、徐子珊                    | 劇集演員陣容有少許變動                  |

- 只輯錄於《2009無綫節目巡禮》場刊及《TVB周刊》之劇集：

| 劇集               | 拍攝進度           | 演員                                      | 備註                                                                      |
| 《桌球天王》       | 播映完畢           | 鄭少秋                                    |                                                                           |
| 《老友狗狗》       | 播映完畢           | （詳見條目）                              | 原名《好狗出更》                                                          |
| 《巴不得爸爸》     | 播映完畢           | （詳見條目）                              |                                                                           |
| 《有營煮婦》       | 播映完畢           | （詳見條目）                              | 原名《狗吾狗·親親爺爺》                                                   |
| 《秋香怒點唐伯虎》 | 播映完畢（2010年） | （詳見條目）                              |                                                                           |
| 《女王辦公室》     | 播映完畢（2010年） | 巡禮演員﹕黃宗澤                          | 原名《殭屍奶奶再戰戈師奶》 改為處境喜劇 劇集演員陣容有少許變動            |
| 《蒲松龄》         | 播映完畢（2010年） | 巡禮演員﹕ 吳卓羲、陳錦鴻、鍾嘉欣、陳法拉 | 原名《寫我仙凡間》 劇集演員陣容有少許變動                                 |
| 《戀愛星求人》     | 播映完畢（2013年） | 巡禮演員﹕張智霖、馬浚偉                  | 前名《星座小王子》 劇集演員陣容有少許變動 曾於2010年2月起在無綫精選台播放 |

### 綜藝、資訊及文教節目
| 類別                    | 節目名稱                                      | 製作進度                | 主持                                     |
| ----------------------- | --------------------------------------------- | ----------------------- | ---------------------------------------- |
| 飲食                    | 蘇GOOD(第二輯)                                | 播映完畢                | 蘇施黃                                   |
| 飲食                    | 咁至識食                                      | 播映完畢                | 莫樹錦、周汶琦、徐淑敏、馬賽             |
| 飲食                    | 日日有食神(第五辑)                            | 播映完畢 (2008巡禮節目) | 梁文韜、張美妮、 官恩娜、宋熙年、 王君馨 |
| 遊戲                    | 真實謊言 （西班牙語：Nada más que la verdad） | 取消製作 (2008巡禮節目) | 李思捷                                   |
| 遊戲                    | 耳分高下                                      | 播映完畢                | 庾澄慶、鄧健泓                           |
| 旅遊                    | 現代塵世美                                    | 播映完畢                | 容祖兒                                   |
| 特備節目                | 89日記                                        | 取消製作                | 汪明荃                                   |
| 特備節目                | 幸福在哪裡                                    | 取消製作                |                                          |
| 特備節目                | 由1967開始                                    | 播映完畢                |                                          |
| 特備節目                | 你們我們他們                                  | 播映完畢（2011年）      |                                          |
| 建國60周年 特別製作節目 | 省招牌靚菜                                    | 取消製作                | 劉 丹、石 修、楊秀惠                     |
| 建國60周年 特別製作節目 | 全國大民調                                    | 取消製作                |                                          |
| 建國60周年 特別製作節目 | 60日環遊中國                                  | 取消製作                | 楊思琦、黃長興                           |

- 只輯錄於《2009無綫節目巡禮》場刊及《TVB周刊》之節目

| 類別     | 節目名稱 | 製作進度 | 主持             |
| -------- | -------- | -------- | ---------------- |
| 資訊節目 | 霎時感動 | 播映完畢 | 不同集數不同嘉賓 |

#### 其他節目
- 2009年香港東亞運動會

## 明珠台

### 劇集
全新播放
- F檔案／Fringe
- 千姬變／Dollhouse

新季度播放
- 逃／Prison Break（第四季）
- 24／24（第七季）
- Heroes／Heroes（第三季）
- 靚太唔易做／Desperate Housewives（第五季）
- "俏"Betty／Ugly Betty（第二季）
- 點到即止／Pushing Daisies（第二季）
- 醫神／House（第四季）
- 欲骨查／Bones（第三季）
- 仁心仁術／ER（第十五季）
- 鬼線人／Medium（第四季）
- 迷／Lost（第五季）
- 狙魔人／Supernatural（第三季）
- 星級酒店／Hotel Babylon（英语：Hotel Babylon）（第四季）
- 錢作怪／Dirty Sexy Money（第二季）
- 神探阿蒙／Monk（第七季）
- 新未來戰士／Terminator: The Sarah Connor Chronicles（第二季）
- 史前逃龍／Primeval（第三季）
- 尋人密探組／Without A Trace（第六季）

### 電影
- 穿Prada的惡魔／The Devil Wears Prada
- 翻生侏羅館／Night at the Museum
- 血鑽／Blood Diamond
- 達文西密碼／The Da Vinci Code
- 無間道風雲／The Departed
- 神奇4俠／
- 強戰世界／War of the Worlds
- 蝙蝠俠：俠影之謎／Batman Begins
- 阿森一族大電影／The Simpsons Movie
- 職業特工隊3／Mission: Impossible III
- 星球大戰前傳III黑帝君臨／Star Wars Episode III: Revenge of the Sith

### 生活
- 潮人·編／Stylista

## 高清翡翠台

### 劇集
- 伊甸園之東
- 沒有玫瑰的花店
- 射鵰英雄傳
- 闖關東
- 食客
- On Air
- 一枝梅
- 母儀天下
- 日月凌空

### 紀錄片
- 敦煌
- 四季洞爺湖
- 絕世好麵
- 世界文化遺產
- 福爾摩沙的指環
- 潮城

## J2

### 劇集
- 90210
- Last Friends
- 機械夢情人
- 快刀洪吉童
- 籃球火
- 公主小妹
- 蜂蜜幸運草
- 不良笑花

新季度播放
- 花邊教主（第二季）
- 特務阿七（第二季）

### 綜藝娛樂
- Music Station
- 設計達人
- 寵物大本營
- 無限挑戰
- Kawaii TV
- 食尚玩家

### 動畫
- 涼宮春日的憂鬱
- 天使心
- 藍龍
- 惡搞校園
- 叛逆的魯魯修
- 幸運女神
- 銀魂
- 鬼太郎
- 漂靈
- 風雲決
- 噬魂師

### 自製節目
- 人氣榜
- 愛情研究院
- 流行東京
- 闖蕩系列
- J2 Unplug
- 娛樂新聞報道

## 互動新聞台
無綫互動新聞台已於2008年11月11日啟播，它是一條嶄新的互動新聞頻道，並採用香港首創的數碼互動功能，讓觀眾能第一時間掌握天氣預測、港股走勢及即時報價等資料。而該頻道的24小時全天候新聞報道，則讓觀眾深入緊貼香港社會大事及國際時事。
在宣傳片中，主播周嘉儀及盤翠瑩先模擬《互動新聞》節目的開場白，而財經記者伍嘉文則在《交易現場》節目中報導恆生指數的走勢及港股市況。在宣傳片的結尾，旁白道出「擁有資訊，擁有力量」及「訊息互動、助你全球接通」，作為該頻道的宣傳口號。

## 收視
以下為本節目於香港無綫電視翡翠台之收視紀錄：
| 日期           | 平均收視 |
| -------------- | -------- |
| 2008年11月19日 | 21點     |